# Bexa Lala
Bexa Lala – polski zespół punkowy założony w 1981 roku w Poznaniu przez Cezarego Ostrowskiego. 
Zespół wydał ponad 20 kaset i płyt oraz wylansował szereg przebojów, m.in. „Ile mucha ma nóg”, „Dziecko dziecka Róży Marii”, „Do oszustów”, „Sukow”. Nazwa grupy została wymyślona przez Kamila Sipowicza.

## Skład
Skład zespołu wielokrotnie się zmieniał. Początkowo stanowili go: Cezary Ostrowski – gitara, instrumenty elektroniczne, przetworniki; Tomasz Chojnacki – gitara basowa i Mariusz Polowczyk – perkusja.
Wraz z zespołem występowali Kamil Stohr, Leszek Knaflewski, Mikołaj Trzaska, Marcin Świetlicki, Piotr Bikont. Obecny skład zespołu: Cezary Ostrowski – gitara solowa, śpiew; Valentine Slab – perkusja i Staxx – gitara basowa.

## Dyskografia
- Nowy swing (1983)
- Gdzie jest generał (1984)
- Słoń (1985)
- Sukow (2000)
- Ostrza (2001)